# Le Petit Bras (Le Gros Bras)
Pour les articles homonymes, voir Le Petit Bras.
Le Petit Bras est un affluent de la rive sud-ouest de la partie inférieure du cours d'eau Le Gros Bras, coulant dans la municipalité de Saint-Urbain, dans la municipalité régionale de comté (MRC) de Charlevoix, dans la région administrative de la Capitale-Nationale, dans la province de Québec, au Canada.

## Géographie
La partie inférieure de la vallée est surtout desservie par le chemin des Pointes et par le chemin du rang Saint-François qui devient la rue Saint-Édouard dans le village de Saint-Urbain. Le reste de la vallée est desservi par quelques routes forestières. 
Le Petit Bras prend sa source à la décharge du lac du Bras (altitude : 805 m) qui est encaissé dans les montagnes. 
À partir de sa source, le cours du Petit Bras coule vers le nord-est sur environ 17 km sur une dénivellation de 727 m, selon les segments suivants :
- vers le nord-est dans une vallée de plus en plus encaissée, jusqu'à la décharge du lac du Cran venant du nord-ouest puis dans une vallée encaissée, recueillant un ruisseau venant du sud et un autre venant du nord-ouest, jusqu'au ruisseau à Pois venant de l'ouest ;
- vers l'est en recueillant un ruisseau venant du sud, puis en formant un crochet vers le nord, puis vers l'est jusqu'à un ruisseau venant du sud ;
- vers le nord-ouest en traversant une longue série de rapides et en formant un crochet vers l'ouest, jusqu'au ruisseau des Monts venant de l'ouest ;
- vers le nord-est d'abord en traversant une série de rapides, jusqu'au ruisseau Gagnon venant de l'ouest ;
- 1,5 km vers l'est en traversant une longue série de rapides et en formant un crochet vers le nord, jusqu'à la décharge  de petits lacs venant du nord ;
- vers l'est en traversant une série de rapides, puis en formant quelques boucles vers le sud et en bifurquant vers le nord en fin de segment, jusqu'à sa confluence rive droite avec Le Gros Bras au nord de l'agglomération de Saint-Urbain en amont du pont de la route 381.

À partir de l'embouchure du Le Petit Bras, le courant suit le cours du Le Gros Bras vers le sud-est puis, sur une dénivellation de 56 m, en suivant le cours de la rivière du Gouffre laquelle se déverse à Baie-Saint-Paul dans le fleuve Saint-Laurent.

## Toponymie
La désignation toponymique « Branche Sud du Gros Bras » parait au Répertoire toponymique de 1969 comme étant la forme officielle. Considérant que le nom « Le Petit Bras » était en usage chez les résidents du secteur, la Commission de toponymie du Québec a officialisé le changement de nom en juillet 1976. Note : Un ruisseau nommé officiellement ainsi sur le feuillet 21 M/07, se situe à huit kilomètres au sud-est. Variantes toponymique : Rivière des Pointes, Branche Sud du Bras Nord-Ouest et Branche Sud du Gros Bras.
Le toponyme « Le Petit Bras » a été officialisé le 22 septembre 1976 à la Banque des noms de lieux de la Commission de toponymie du Québec.